# Olena Stepaniv
Olena Ivanivna Stepaniv (en ukrainien : Оле́на Іванівна Степа́нів), née le 7 décembre 1892 à Vyshnivchyk (en) (Autriche-Hongrie) et morte le 11 juillet 1963 à Lviv (République socialiste soviétique d'Ukraine), est une soldate ukrainienne de la Première Guerre mondiale. Elle est connue pour être la première femme officier de l'armée ukrainienne.

## Biographie

### Origines et premiers engagements

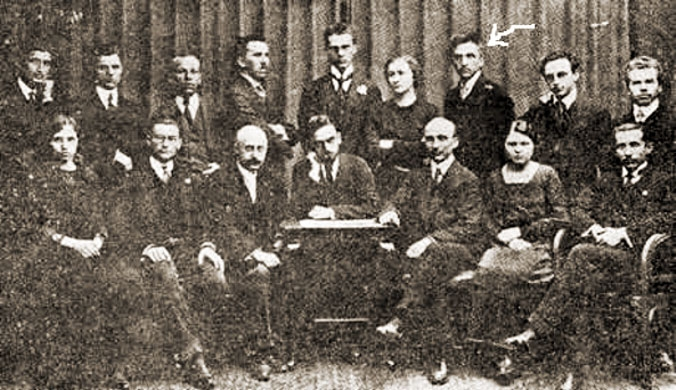
Union des étudiants de l'université de Lviv (1912), Roman est désigné par la flèche à côté de sa future femme Olena et Yevhen Konovalets est au premier rang à droite.

Elle naît à Vyshnivchyk (en), en Autriche-Hongrie, de nos jours en Ukraine. En 1912, elle assiste à une réunion organisée par Konstantyna Malytska (en) pour le Comité des femmes de Lviv, afin de se préparer à la guerre. Olena Zalizniak (en), Mariia Biletska (en) et Olha Basarab participent aussi à la réunion. Ces femmes vont recommander que l'argent collecté auprès du Fonds national de combat soit utilisé pour financer les tirailleurs du Sitch .

### Première Guerre mondiale
Au début de la Première Guerre mondiale, elle est étudiante à l'université de Lviv. Elle affirme a posteriori qu'elle a rejoint les tirailleurs ukrainiens du Sich en s'habillant en homme. Son déguisement repéré, il est question de l'incarcérer mais Volodymyr Starosolsky intervient et persuade les recruteurs de l'enrôler. Certains détails de son récit ont varié au fil des différentes versions qu'elle a livré de cette histoire. On estime que seulement 34 femmes ukrainiennes ont été au front pendant la guerre, dont Olena Stepaniv et son amie Hanna Dmyterko.

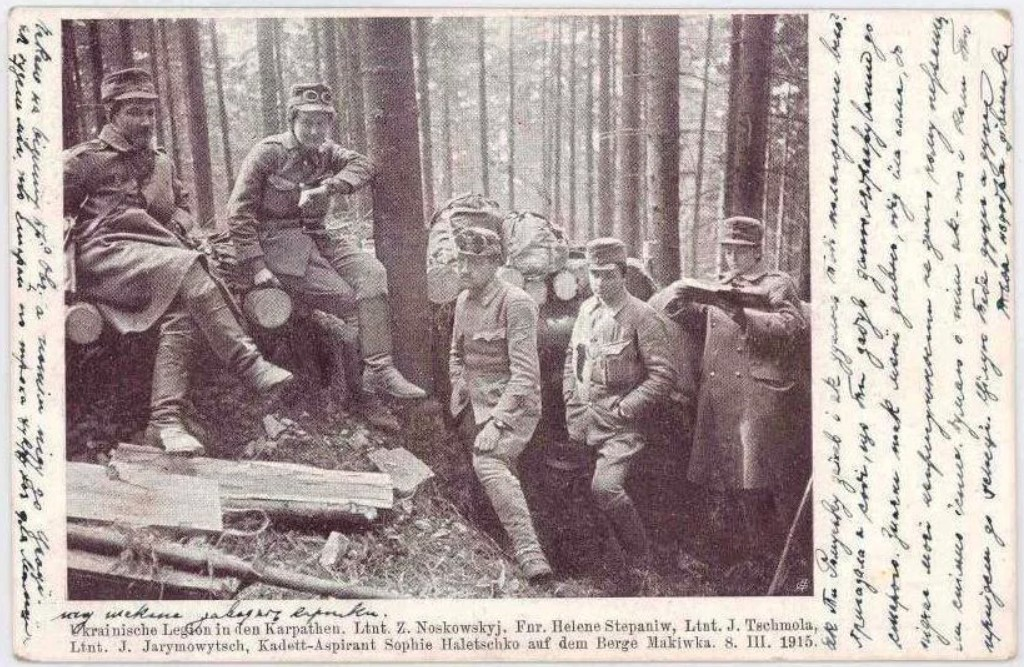
Carte postale montrant les officiers Zenon Noskovskyi, Olena Stepaniv, Ivan Chmola, Osyp Yarymovych et Sofia Halechko sur le mont Makivka.

Olena Stepaniv est présente à la bataille de Makivka avec les tirailleurs ukrainiens du Sich et elle est récompensée en étant promue sous-lieutenante et décorée d'une médaille pour sa bravoure. Elle devient la femme soldat ukrainienne la plus connue. Ces combattantes font l'objet de reportages internationaux et des cartes postales les représentant sont distribuées, mais c'est Olena Stepaniv qui acquiert la plus grande notoriété. Ferenc Molnár, journaliste et dramaturge, rapporte avoir vu des tireuses d'élite servir aux côtés d'hommes, porter des uniformes et gagner des médailles et des promotions. Une source estime qu'Olena Stepaniv, Sofia Halechko et Iryna Kuz ont été les premières femmes à se battre sur un pied d'égalité avec les hommes au XXe siècle, mais une autre source cite d'autres exemples.
Elle est faite prisonnière par les Russes après qu'elle et d'autres soient restés en arrière du front pour couvrir une retraite à Bolekhiv. Elle est détenue à Tachkent en tant que prisonnière de guerre, où elle reste jusqu'en 1917. Elle aide à organiser le soulèvement de 1918 à Tachkent en tant que membre du conseil militaire suprême de son ancienne unité. De 1918 à 1919, elle commande à nouveau un peloton, cette fois dans l'armée ukrainienne de Galicie, la force militaire de l'éphémère République populaire d'Ukraine occidentale.

### Carrière professionnelle et Seconde Guerre mondiale
À la fin de la guerre, Olena Stepaniv reprend ses études et obtient un doctorat. En 1927, elle assiste au 2e Congrès des naturalistes et médecins ukrainiens. En 1930, elle publie un livre au sujet des années 1912-1914.
Elle commence à enseigner dans un gymnasium fondé par les sœurs basiliennes à Lviv ; elle y reste jusqu'en 1935, date à laquelle les dirigeants polonais de l'ordre mettent fin à son contrat d'enseignement. Elle est ensuite employée par la société Ridna Shkola, qui défend la langue ukrainienne depuis 1881. Elle travaille également pour l'Union d'audit des coopératives ukrainiennes, restant une personnalité bien connue.
En 1942, Olena Stepaniv dirige le département des statistiques à Lviv. Elle rassemble et publie des données qui auraient eu pour objectif d'embarrasser les occupants du pays. Pendant la guerre, elle travaille à l'université de Lviv. Après la fin du conflit, en 1949, elle est envoyée dans un camp de travail en Mordovie, à cause de son patriotisme ukrainien. Elle y reste détenue jusqu'en 1956.

### Vie privée
Olena Stepaniv est mariée à Roman Dachkevitch, avocat engagé dans l'Armée populaire ukrainienne. En 1926 naît leur fils, Yaroslav Dachkevytch (en).

### Mort et hommages

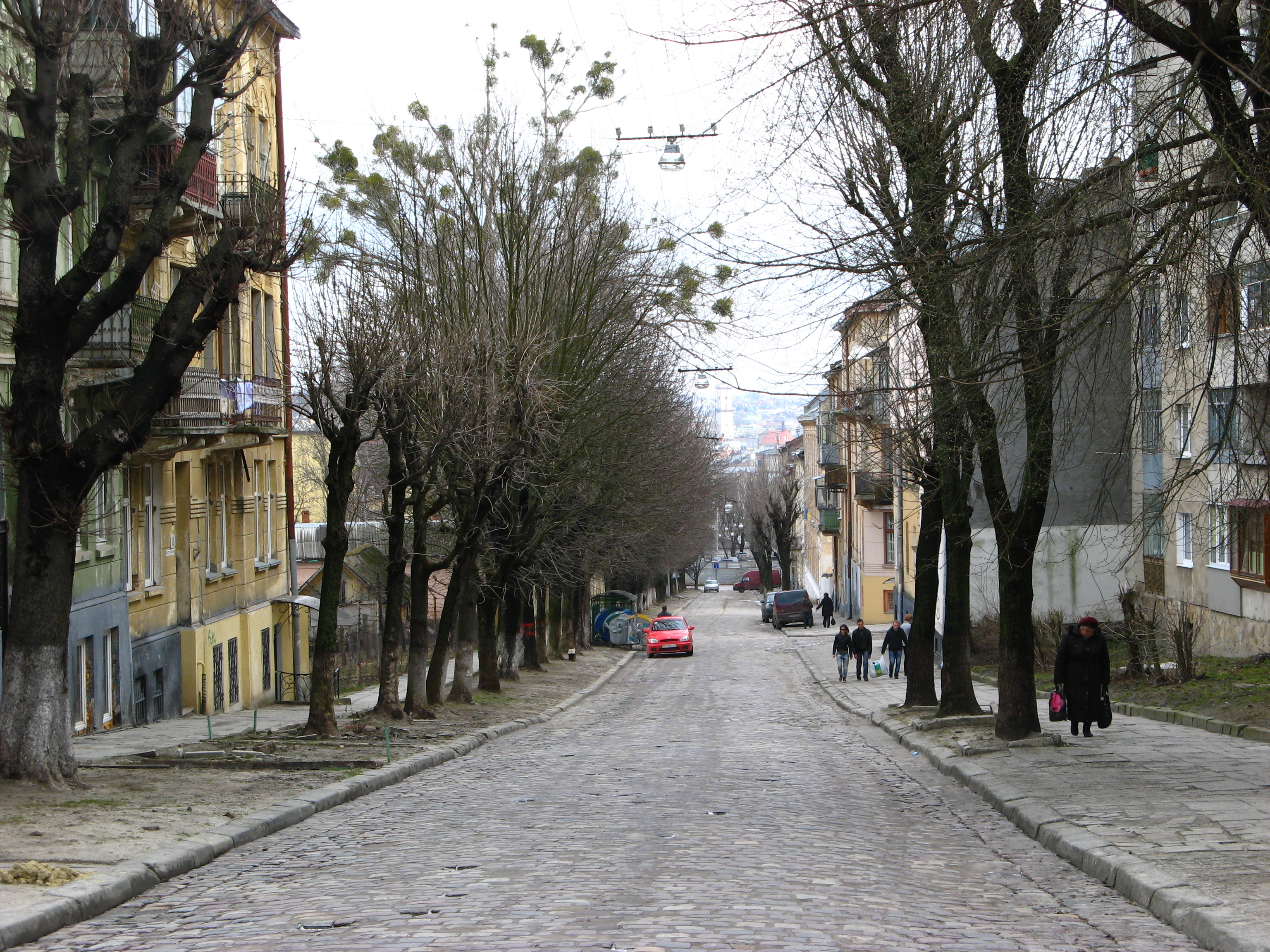
La rue Oleny-Stepanivny à Lviv.

Elle meurt à Lviv en 1963 et repose au cimetière de Lytchakiv de Lviv. Des biographies romancées de sa vie ont été publiées.
En 1991, une rue de Lviv est rebaptisée en son honneur, la présentant comme la première femme officier de l'armée ukrainienne.